# 金沢国税局
金沢国税局（かなざわこくぜいきょく）は、石川県金沢市にある国税庁の地方支分部局で、富山県、石川県、福井県の北陸3県を管轄している。

## 組織
- 局長
  - 総務部
    - 総務課、人事第一課、人事第二課、会計課、企画課、厚生課、事務管理課、税務相談室、国税広報広聴室、税理士監理官、営繕監理官、納税者支援調整官

  - 課税部
    - 課税総括課、個人課税課、資産課税課、法人課税課、消費税課、資料調査第一課、資料調査第二課、酒税課、鑑定官室、審理官、資産評価官、国税訟務官、酒類業調整官

  - 徴収部
    - 管理運営課、徴収課、総括国税徴収官、国税訟務官

  - 調査査察部
    - 調査管理課、特別国税調査官、調査第一部門〜調査第三部門、特別国税査察官、査察第一部門、査察第二部門
- 税務署（15署）

### 歴代局長
金沢国税局長は東京国税局長と大阪国税局長以外の国税局長（札幌、仙台、関東信越、名古屋、広島、高松、福岡、熊本）とともに政令で規定される指定職2号の役職である。財務省主税局参事官、財務省外局である国税庁部長（課税、徴収、調査査察）、税務大学校副校長と同様である。
| 氏名      | 出身校         | 在任期間   | 前職                     | 後職等               | 略歴                                                                                           |
| --------- | -------------- | ---------- | ------------------------ | -------------------- | ---------------------------------------------------------------------------------------------- |
| 橘 光伸   | 東京大学 法    | 2016年6月- | 税務大学校副校長         | 日本大学経済学部教授 | 東京国税局徴収部長、沖縄国税事務所長                                                           |
| 福地 啓子 |                | 2018年3月- | 国税庁長官官房厚生管理官 |                      | 東京国税局入局、東京国税局渋谷税務署副署長、税務大学校教授、国税庁長官官房国際業務課国際企画官 |
| 松崎 啓介 | 中央大学       | 2019年7月- | 仙台国税局総務部長       | 税理士               | 大蔵省主税局、財務省主税局、東京国税局課税第一部個人課税課長、国税庁長官官房厚生管理官         |
| 若木 裕   |                | 2020年7月- | 仙台国税局総務部長       |                      | 東京国税局総務部総務課、東京国税局課税一部資産課税課長、国税庁長官官房厚生管理官               |
| 山寺 尚雄 | 京都大学       | 2021年7月- | 税務大学校副校長         |                      | 東京国税局、仙台国税局総務部長、国税庁課税部課税総括課審理室長                                 |
| 椎谷晃    | 中央大学商学部 | 2022年7月- |                          |                      | 東京国税局総務部総務課、仙台国税局総務部長                                                     |

#### 歴代総務部長
| 氏名      | 在任期間   | 前職                       | 後職                           |
| --------- | ---------- | -------------------------- | ------------------------------ |
| 児島 範昭 | 2017年7月- | 名古屋国税局課税第一部長   | 高松国税局総務部長             |
| 江崎 純子 | 2018年7月- | 東京国税局課税第一部長     | 国税庁課税部課税総括課審理室長 |
| 秦 幹雄   | 2020年7月- | 関東信越国税局課税第一部長 | 広島国税局総務部長             |
| 原 正子   | 2021年7月- | 名古屋国税局課税第一部長   |                                |

税務職員採用試験は高等学校学習指導要領においてあらかじめ簿記会計学を修得している商業高等学校卒業者等を採用している。国税専門官採用実績大学は旧帝国大学早慶（大蔵国税三田会）等を幅広く採用している。租税教育については商業高等学校生徒等を対象に租税教室や職場体験（インターンシップ）を行っている。

## 沿革
- 1948年（昭和23年）12月1日：名古屋財務局管内から石川県と富山県を、大阪財務局管内から福井県をそれぞれ分離し、北陸3県を管轄する金沢財務局が新設。
- 1949年（昭和24年）6月1日：国税庁の発足により金沢財務局から税務行政が分離され、新たに金沢国税局が誕生。

## 管内税務署

### 富山県
- 富山税務署（富山市）
- 高岡税務署（高岡市）
- 魚津税務署（魚津市）
- 砺波税務署（砺波市）

### 石川県
- 金沢税務署（金沢市）
- 七尾税務署（七尾市）
- 小松税務署（小松市）
- 輪島税務署（輪島市）
- 松任税務署（白山市）

### 福井県
- 福井税務署（福井市）
- 敦賀税務署（敦賀市）
- 武生税務署（越前市）
- 小浜税務署（小浜市）
- 大野税務署（大野市）
- 三国税務署（坂井市）

## その他
2018年、金沢国税局長に福地啓子が就任 。国税局長に女性が就任するのは全国で2人目で、金沢では初となる。